# Aulotarache cuddapahensis
Aulotarache cuddapahensis là một loài bướm đêm trong họ Noctuidae.